# Empire Awards per la miglior attrice britannica
Gli Empire Awards per la miglior attrice britannica è un riconoscimento cinematografico inglese, votato dai lettori della rivista Empire. Il premio viene consegnato annualmente dal 1996 al 2005.

## Vincitori e candidati
I vincitori sono indicati in grassetto.
- 1996
  - Kate Winslet - Creature del cielo (Heavenly Creatures)

- 1997
  - Brenda Blethyn - Segreti e bugie (Secrets & Lies)

- 1998
  - Kate Winslet - Hamlet

- 1999
  - Kate Winslet - Titanic
  - Minnie Driver - Will Hunting - Genio ribelle  (Good Will Hunting)
  - Catherine Zeta-Jones - La maschera di Zorro (The Mask of Zorro)
  - Emily Watson - The Boxer
  - Anna Friel - The land girls - Le ragazze di campagna

### 2000
- 2000
  - Helena Bonham Carter - Fight Club

- 2001
  - Julie Walters - Billy Elliot
  - Kathy Burke - Kevin & Perry
  - Thandie Newton - Mission: Impossible 2
  - Brenda Blethyn - L'erba di Grace (Saving Grace)
  - Samantha Morton - Accordi e disaccordi (Sweet and Lowdown)

- 2002
  - Kate Winslet - Enigma
  - Olivia Williams - Lucky Break
  - Helena Bonham Carter - Planet of the Apes - Il pianeta delle scimmie (Planet of the Apes)
  - Rachel Weisz - La mummia - Il ritorno (The Mummy Returns)
  - Catherine Zeta-Jones - Traffic

- 2003
  - Samantha Morton - Minority Report
  - Keira Knightley - Sognando Beckham (Bend It Like Beckham)
  - Kelly Macdonald - Gosford Park
  - Helen Mirren - Gosford Park
  - Emily Watson - Red Dragon

- 2004
  - Emma Thompson - Love Actually - L'amore davvero  (Love Actually)
  - Helen Mirren - Calendar Girls
  - Julie Walters - Calendar Girls
  - Keira Knightley - La maledizione della prima luna  (Pirates of the Caribbean: The Curse of the Black Pearl)
  - Emily Mortimer - Young Adam

- 2005
  - Kate Winslet - Se mi lasci ti cancello (Eternal Sunshine of the Spotless Mind)
  - Samantha Morton - L'amore fatale (Enduring Love)
  - Keira Knightley - King Arthur
  - Kate Ashfield - L'alba dei morti dementi (Shaun of the Dead)
  - Imelda Staunton - Il segreto di Vera Drake (Vera Drake)